# Lars Hybel
Lars Hybel (født 18. august 1951 i København) er en dansk musiker. 
Hybels primære instrument er guitaren, men han har også fungeret som bassist i både studie- og livesammenhæng.

## Historie
Lars Hybel flyttede i starten af halvfjerdserne til Aarhus, hvor han blev en del af byens spirende musikmiljø. Han var i halvfjerdserne og firserne medlem af grupper som Spillemændene, Warm Guns og The Intellectuals. Derudover har han spillet med bl.a. C.V. Jørgensen, Allan Olsen og Tamra Rosanes. Efter en pause, pga. et heroinmisbrug, vendte Hybel tilbage til musikken og spillede efterfølgende med bandet Indian Summer. Han solodebuterede i 2014 med albummet Lars Hybel.

## Udvalgt diskografi

### Lars Hybel
- Lars Hybel (Eastwing, 2014)

### Spillemændene
- Balrok (Odeon, 1974)
- Spillemændene (Stuk, 1975)
- Hva' Så! (Better Day Records, 1980)

### Peter A.G. Nielsen
- A.G.'s Album - Normalt Er Han Ellers Cool (Genlyd, 1979)

### Warm Guns
- First Shot Live (Smash, 1979)
- Instant Schlager (Vertigo, 1980)
- Italiano Moderno (Vertigo, 1981)
- Follow Your Heart Or Fall (Vertigo, 1983)
- Hey-Hey-Hey Live Roskilde Festival 83 (Vertigo, 1983)

### Henning Stærk
- Henning Stærk - EP (Genlyd, 1981)

### CV Jørgensen
- Lediggang Agogo (Medley, 1982)
- Vennerne & Vejen (CBS, 1985)
- Lige Lovlig Live (Columbia, 1986)
- Indian Summer (CBS, 1988)
- I det muntre hjørne (Epic, 1990)

### The Intellectuals
- Half A-Live (Replay Records, 1986)
- Health & Happiness (Fox Records, 1987)

### Allan Olsen
- Norlan (Mercury, 1989)
- Gajo (Mercury, 1990)
- Pindsvin I Pigsko (Mercury, 1992)
- Rygter fra Randområderne - Live (1994)

### M.T. Purse
- Cross Talk (Inter Music, 1992)

### Helge Damsbo
- Langsomme Dage (RecArt Music, 2005)